# Gyrandra pauciflora
Gyrandra pauciflora är en gentianaväxtart som först beskrevs av Martin Martens och Galeotti, och fick sitt nu gällande namn av G.Mans.. Gyrandra pauciflora ingår i släktet Gyrandra och familjen gentianaväxter. Inga underarter finns listade i Catalogue of Life.